# Кси Геркулеса
Кси Геркулеса (лат. ξ Herculis), 92 Геркулеса (лат. 92 Herculis), HD 163993 — одиночная переменная звезда в созвездии Геркулеса на расстоянии приблизительно 129 световых лет (около 39,6 парсек) от Солнца. Видимая звёздная величина звезды — от +3,88m до +3,85m. Возраст звезды определён как около 560 млн лет.

## Характеристики
Кси Геркулеса — жёлтый гигант, пульсирующая полуправильная переменная звезда типа SRD (SRD) спектрального класса G8III, или G8,5III, или K0. Масса — около 2,49 солнечных, радиус — около 10,336 солнечных, светимость — около 54,954 солнечных. Эффективная температура — около 5039 K.

## Планетная система
В 2019 году учёными, анализирующими данные проектов HIPPARCOS и Gaia, у звезды обнаружена планета.